# Пожарная часть (Пушкин)
Пожа́рная часть — историческое здание в Пушкине. Построено в 1821 году. Объект культурного наследия федерального значения. Расположено на Леонтьевской улице, дом 32, выходит на Соборную площадь.

## История
Здание входит в комплекс зданий Царскосельской полиции, оформляющий западную сторону Соборной площади. Был использован проект, разработанный архитектором В. И. Гесте и доработанный в 1819 году В. П. Стасовым. Здание возведено в 1821 году. Вместе с ним в глубине квартала был построен каретный сарай (дом 26), который продолжает использоваться в качестве гаража машин современной пожарной части города Пушкина. В лицевом здании в 1850-е годы размещался, помимо брандмейстера и казарм 1-й пожарной команды, письмоводитель полиции. В 1908 году была сооружена новая пожарная каланча по проекту архитектора С. А. Данини (не сохранилась). Сейчас бывшее лицевое здание пожарной части занимает управление районного военного комиссариата, а пожарная часть расположена во дворе.

## Архитектура
Стиль каменного двухэтажного здания — безордерный классицизм. Оно симметрично зданию Управления полицмейстера. Нижний этаж рустован, окна оформляют замковые камни. К дому с обеих сторон примыкают каменные ограды, слева от здания в ограде имеются ворота для проезда во двор.